# Global Association of International Sports Federations
Die Global Association of International Sports Federations (GAISF) war von 1967 bis 13. September 2023 die zentrale Dachorganisation der Sportverbände weltweit. Insgesamt gehörten ihr 109 Organisationen an (Stand Oktober 2017), darunter Sportfachverbände wie die FIS oder die FIFA, aber auch Sportorganisationen mit speziellen Aufgabenbereichen wie der Weltverband der Sportmedizin. Das Internationale Olympische Komitee war allerdings nicht Mitglied.

## Geschichte

Logo von Sportaccord

Der Verband wurde 1967 in Lausanne als General Assembly of International Sports Federations gegründet und 1976 in General Association of International Sports Federations umbenannt. Sitz der GAISF war Lausanne; von 1978 bis 2009 war es jedoch Monaco.
2003 etablierte die GAISF zusammen mit den Vereinigungen der olympischen Sommer- und Wintersportverbände (ASOIF und AOIWF) SportAccord als gemeinsame jährliche Konferenz und Forum für den Erfahrungsaustausch unter Sportverbänden. 2009 folgte die GAISF einer Anregung ihres Präsidenten Hein Verbruggen und verwendete fortan SportAccord als Markennamen; ASOIF und AIOWF hatten diesem Schritt zugestimmt. Die eigentliche SportAccord-Konferenz in Trägerschaft der drei Verbände bestand parallel weiter.
Am 20. April 2015 hielt der damalige Präsident Marius Vizer beim SportAccord-Kongress in Sotschi eine umstrittene Rede, in der er das IOC angriff und einen 20-Punkte-Plan vorschlug. Der Plan war mit den Mitgliedsverbänden nicht abgesprochen, so dass in der Folge mehr als zwei Dutzend SportAccord-Mitglieder ihre Mitgliedschaft aussetzten oder kündigten. Vizer vermisste in der Folge die Unterstützung der Verbandsmitglieder und trat Ende Mai 2015 vom Präsidentenamt zurück. SportAccord befand sich danach in der Krise und musste die Belegschaft in der zweiten Hälfte des Jahres 2015 um zwei Drittel von 21 auf 7 Beschäftigte reduzieren.
Der Etat 2016 lag mit 1,7 Millionen Euro bei rund einem Viertel des Betrages von 2014, nachdem der Verband zahlreiche Sponsoren verloren hatte. Der im April 2016 gewählte Präsident Patrick Baumann galt als Vertrauter des IOC-Präsidenten Thomas Bach. Die 2015 ausgetretenen Fachverbände für Rudern und für Schießsport waren seit April 2017 wieder Mitglied.
Im April 2017 beschloss der Verband, sich wieder GAISF zu nennen, nunmehr mit der Bedeutung Global Association of International Sports Federations.
Im November 2022 beschloss die Hauptversammlung der GAISF, die Organisation aufzulösen. Sie folgte damit einer Empfehlung ihres Präsidenten Ivo Ferriani; die Geschäftstätigkeit der GAISF sei unwirtschaftlich geworden, da viele ihrer ursprünglichen Aufgaben inzwischen auf die Verbände ASOIF, AIOWF, ARISF und AIMS übergegangen seien. Die Liquidation wurde durch Ernst & Young betrieben und mit Beschluss der Außerordentlichen Versammlung am 13. September 2023 wirksam. Die Aufgaben der GAISF gingen an die SportAccord-Organisation über, die gemeinsames Eigentum von ASOIF, AIOWF, ARISF und AIMS wurde.

## Organisation
Höchstes Beschlussorgan war die Generalversammlung, die jährlich im Mai an wechselnden Orten stattfand. Stimmberechtigt waren die einzelnen Mitgliedsverbände unabhängig von ihrer Größe.
Der Vorstand, dessen Amtszeit vier Jahre betrug, bestand aus neun Personen. Diese wurden nach einem bestimmten Schlüssel ausgewählt:
- drei aus den der Association of Summer Olympic International Federations (ASOIF) angehörigen Verbänden
- zwei aus den der Association of International Olympic Winter Sports Federations (AIOWF) angehörigen Verbänden
- zwei aus den der Association of IOC Recognised International Sports Federations (ARISF) angehörigen Verbänden
- eine aus den der Alliance of Independent Recognised Members of Sport (AIMS) angehörigen Verbänden sowie
- eine aus den Reihen der Verbände, die keiner der genannten Organisationen angehören

Der Präsident wurde von der Generalversammlung gewählt. Amtsinhaber war von 2016 bis zu seinem Tod am 14. Oktober 2018 der Schweizer Patrick Baumann, zum Zeitpunkt seiner Wahl Generalsekretär des Basketball-Weltverbandes FIBA. Als kommissarischer Leiter wurde Raffaele Chiulli für die Zeit bis zur Generalversammlung im Mai 2019 bestellt. Danach wurde 2021 Ivo Ferriani zum Präsidenten gewählt. Er amtierte bis zur Auflösung des GAIS 2023.
Mitglieder des Vorstandes waren 2022:
- Ivo Ferriani (International Bobsleigh & Skeleton Federation) als Präsident
- Stephan Fox (International Federation of Muaythai Amateur) als Vizepräsident
- Riccardo Fraccari (World Baseball Softball Confederation) als Schatzmeister
- Marisol Casado  (International Triathlon Union)
- Kate Caithness (World Curling Federation)
- Raffaele Chiulli (Union Internationale Motonautique)
- Nenad Lalović (United World Wrestling)
- Bruno Molea (CSIT - International Workers and Amateurs in Sports Confederation)
- Ingmar De Vos (Fédération Équestre Internationale)

## Bedeutung
Während das Internationale Olympische Komitee nur 68 Fachverbände anerkennt (Stand Oktober 2012), war der Kreis der Mitgliedsverbände der GAISF erheblich größer und umfasste auch zahlreiche in Europa kaum bekannte Sportarten. Seit der Aufnahme des Motorsportverbandes FIA im Mai 2013 gehörten alle bedeutenden Sportverbände Sportaccord an, die – trotz geringer Mittel und Kompetenzen – daher als höchstes Gremium des Weltsports betrachtet wird.
Bedingung für die Aufnahme war die weltweite Verbreitung einer Sportart. In der Regel wurde – auch bei konkurrierenden internationalen Sportverbänden – nur ein Verband je Sportart aufgenommen. Über deren Aufnahme wurde mit absoluter Mehrheit entschieden.

## Mitglieder

### Sportfachverbände
Folgende Sportfachverbände waren Mitglieder der GAISF:
| Sportart                       | Abk.  | Verbandsname                                         | Verbandswebsite                           | Division |
| ------------------------------ | ----- | ---------------------------------------------------- | ----------------------------------------- | -------- |
| Aikidō                         | IAF   | International Aikido Federation                      | https://www.aikido-international.org/     | AIMS     |
| Alpinismus                     | UIAA  | Union Internationale des Associations d’Alpinisme    | https://www.theuiaa.org/                  | ARISF    |
| American Football              | IFAF  | International Federation of American Football        | http://www.ifaf.info/                     | ARISF    |
| Armwrestling                   | WAF   | World Armwrestling Federation                        | https://www.waf-armwrestling.com/         | AIMS     |
| Automobilsport                 | FIA   | Fédération Internationale de l’Automobile            | https://www.fia.com/                      | ARISF    |
| Badminton                      | BWF   | Badminton World Federation                           | http://www.bwfbadminton.org/              | ASOIF    |
| Bandy                          | FIB   | Federation of International Bandy                    | https://www.worldbandy.com/               | ARISF    |
| Baseball und Softball          | WBSC  | World Baseball Softball Confederation                | http://www.wbsc.org/                      | ARISF    |
| Basketball                     | FIBA  | Fédération Internationale de Basketball              | https://www.fiba.com/                     | ASOIF    |
| Basque Pelota                  | FIPV  | Federacion Internacional de Pelota Vasca             | https://www.fipv.net/                     | ARISF    |
| Biathlon                       | IBU   | International Biathlon Union                         | https://www.biathlonworld.com/            | AIOWF    |
| Billard                        | WCBS  | World Confederation of Billiard Sports               | http://www.billiard-wcbs.org/             | ARISF    |
| Bob und Skeleton               | IBSF  | International Bobsleigh & Skeleton Federation        | https://www.ibsf.org/                     | AIOWF    |
| Bodybuilding                   | IFBB  | International Federation of Bodybuilding and Fitness | http://www.ifbb.com/                      | AIMS     |
| Bogenschießen                  | WA    | World Archery Federation                             | https://www.archery.org/                  | ASOIF    |
| Boule, Pétanque, Boccia, Bowls | WBPF  | World Bowls Pétanque Federation                      | https://wpbf-fmbp.org/index.php/en/       | ARISF    |
| Bowling und Kegeln             | WB    | World Bowling                                        | https://www.worldbowling.org/             | ARISF    |
| Boxen                          | AIBA  | Association Internationale de Boxe Amateure          | http://www.aiba.org/                      | ASOIF    |
| Bridge                         | WBF   | World Bridge Federation                              | http://www.worldbridge.org/               | ARISF    |
| Casting                        | ICSF  | International Casting Sport Federation               | https://www.castingsport-icsf.com/        | AIMS     |
| Cheerleading                   | ICU   | International Cheer Union                            | https://www.cheerunion.org/               | ARISF    |
| Cricket                        | ICC   | International Cricket Council                        | https://www.icc-cricket.com/              | ARISF    |
| Curling                        | WCF   | World Curling Federation                             | https://www.worldcurling.org/             | AIOWF    |
| Dame                           | FMJD  | Fédération Mondiale du Jeu de Dames                  | https://www.fmjd.org/                     | ARISF    |
| Darts                          | WDF   | World Darts Federation                               | https://www.dartswdf.com/                 | AIMS     |
| Drachenboot                    | IDBF  | International Dragon Boat Federation                 | https://www.idbf.org/                     | AIMS     |
| Eishockey                      | IIHF  | International Ice Hockey Federation                  | https://www.iihf.com/                     | AIOWF    |
| Eislaufen                      | ISU   | International Skating Union                          | https://www.isu.org/                      | AIOWF    |
| Eisstocksport                  | IFI   | International Federation Icestocksport               | https://www.icestock.sport/de             | AIMS     |
| Faustball                      | IFA   | International Fistball Association                   | https://www.ifa-fistball.com/             | AIMS     |
| Fechten                        | FIE   | Fédération Internationale d’Escrime                  | https://www.fie.org/                      | ASOIF    |
| Floorball/Unihockey            | IFF   | International Floorball Federation                   | http://www.floorball.org/                 | ARISF    |
| Frisbee                        | WFDF  | World Flying Disc Federation                         | https://www.wfdf.org/                     | ARISF    |
| Fußball                        | FIFA  | Fédération Internationale de Football Association    | https://www.fifa.com/                     | ASOIF    |
| Gewichtheben                   | IWF   | International Weightlifting Federation               | http://www.iwf.net/                       | ASOIF    |
| Go                             | IGF   | International Go Federation                          | https://www.intergofed.org/               | AIMS     |
| Golf                           | IGF   | International Golf Federation                        | http://www.igfgolf.org/                   | ASOIF    |
| Handball                       | IHF   | International Handball Federation                    | https://www.ihf.info/                     | ASOIF    |
| Hockey                         | FIH   | Fédération Internationale de Hockey                  | http://www.fih.ch/                        | ASOIF    |
| Hundeschlittenrennen           | IFSS  | International Federation of Sleddog Sports           | https://www.sleddogsport.com/             | AIMS     |
| Ju-Jitsu                       | JJIF  | Ju-Jitsu International Federation                    | https://www.jjif.info/                    | AIMS     |
| Judo                           | IJF   | International Judo Federation                        | https://www.ijf.org/                      | ASOIF    |
| Kanusport                      | ICF   | International Canoe Federation                       | https://www.canoeicf.com/                 | ASOIF    |
| Karate                         | WKF   | World Karate Federation                              | http://www.wkf.net/                       | ARISF    |
| Kendo                          | FIK   | International Kendo Federation                       | https://www.kendo-fik.org/                | AIMS     |
| Kickboxen                      | WAKO  | World Association of Kickboxing Organizations        | http://www.wakoweb.com/                   | AIMS     |
| Korfball                       | IKF   | International Korfball Federation                    | https://www.ikf.org/                      | ARISF    |
| Kraftdreikampf                 | IPF   | International Powerlifting Federation                | http://www.powerlifting-ipf.com/          | AIMS     |
| Lacrosse                       | WL    | World Lacrosse                                       | http://www.filacrosse.com/                | AIMS     |
| Leichtathletik                 | WA    | World Athletics                                      | https://www.worldathletics.org/ģ          | ASOIF    |
| Luftsport                      | FAI   | Fédération Aéronautique Internationale               | https://www.fai.org/                      | ARISF    |
| Minigolf                       | WMF   | World Minigolf Sport Federation                      | https://www.minigolfsport.com/            | AIMS     |
| Moderner Fünfkampf             | UIPM  | Union Internationale de Pentathlon Moderne           | http://www.pentathlon.org/                | ASOIF    |
| Motorbootsport                 | UIM   | Union Internationale Motonautique                    | http://www.uimpowerboating.com/           | ARISF    |
| Motorradsport                  | FIM   | Fédération Internationale de Motocyclisme            | http://www.fim-live.com/                  | ARISF    |
| Muay Thai                      | IFMA  | International Federation of Muaythai Amateur         | https://www.ifmamuaythai.org/             | ARISF    |
| Netball                        | WN    | World Netball                                        | https://www.netball.sport/                | ARISF    |
| Orientierungslauf              | IOF   | International Orienteering Federation                | https://www.orienteering.org/             | ARISF    |
| Pferdesport                    | FEI   | Fédération Équestre Internationale                   | http://www.fei.org/                       | ASOIF    |
| Polo                           | FIP   | Federation of International Polo                     | https://www.fippolo.com/                  | ARISF    |
| Racquetball                    | IRF   | International Racquetball Federation                 | https://www.internationalracquetball.com/ | ARISF    |
| Radsport                       | UCI   | Union Cycliste Internationale                        | https://www.uci.ch/                       | ASOIF    |
| Rennrodeln                     | FIL   | Fédération Internationale de Luge de Course          | https://www.fil-luge.org/                 | AIOWF    |
| Rettungssport                  | ILS   | International Life Saving Federation                 | https://www.ilsf.org/                     | ARISF    |
| Ringen                         | UWW   | United World Wrestling                               | https://unitedworldwrestling.org/         | ASOIF    |
| Rollsport                      | WS    | World Skate                                          | https://www.rollersports.org/             | ARISF    |
| Rudern                         | FISA  | World Rowing                                         | https://worldrowing.com/                  | ASOIF    |
| Rugby Union                    |       | World Rugby                                          | https://www.worldrugby.org/               | ASOIF    |
| Sambo                          | FIAS  | Fédération Internationale de Sambo                   | http://www.sambo.com/                     | AIMS     |
| Savate                         | FISav | Fédération Internationale de Savate                  | https://fisavate.org/                     | AIMS     |
| Schach                         | FIDE  | Fédération Internationale des Echecs                 | https://www.fide.com/                     | ARISF    |
| Schießsport                    | ISSF  | International Shooting Sport Federation              | https://www.issf-sports.org/              | ASOIF    |
| Schießsport                    | IPSC  | International Practical Shooting Federation          | https://www.ipsc.org                      | AIMS     |
| Schwimmsport                   | FINA  | World Aquatics                                       | https://www.fina.org/                     | ASOIF    |
| Segeln                         | WS    | World Sailing                                        | https://www.sailing.org/                  | ASOIF    |
| Sepak Takraw                   | ISTAF | International Sepaktakraw Federation                 | http://www.sepaktakraw.org/               | AIMS     |
| Skibergsteigen                 | ISMF  | International Ski Mountaineering Federation          | http://www.ismf-ski.org/                  | ARISF    |
| Skisport                       | FIS   | Fédération Internationale de Ski                     | https://www.fis-ski.com/                  | AIOWF    |
| Softtennis                     | ISTF  | International Soft Tennis Federation                 | https://www.softtennis-istf.org/          | AIMS     |
| Sportangeln                    | CIPS  | Conféderation Internationale de la Pêche Sportive    | https://www.cips-fips.com/                | AIMS     |
| Sportklettern                  | IFSC  | International Federation of Sport Climbing           | https://www.ifsc-climbing.org/            | ARISF    |
| Sporttauchen                   | CMAS  | Confédération Mondiale des Activités Subaquatiques   | https://www.cmas.org/                     | ARISF    |
| Squash                         | WSF   | World Squash Federation                              | https://www.worldsquash.org/              | ARISF    |
| Sumo                           | IFS   | International Sumo Federation                        | https://www.amateursumo.com/              | ARISF    |
| Surfsport                      | ISA   | International Surfing Association                    | http://www.isasurf.org/                   | ARISF    |
| Taekwondo                      | WTF   | World Taekwondo                                      | http://www.worldtaekwondo.org/            | ASOIF    |
| Tanzsport                      | WDSF  | World DanceSport Federation                          | https://www.worlddancesport.org/          | ARISF    |
| Tauziehen                      | TWIF  | Tug of War International Federation                  | https://www.tugofwar-twif.org/            | ARISF    |
| Tennis                         | ITF   | International Tennis Federation                      | https://www.itftennis.com/                | ASOIF    |
| Teqball                        | FITEQ | Fédération internationale de Teqball                 | https://www.fiteq.org/                    | AIMS     |
| Tischtennis                    | ITTF  | International Table Tennis Federation                | https://www.ittf.com/                     | ASOIF    |
| Triathlon                      | WT    | World Triathlon                                      | http://www.triathlon.org/                 | ASOIF    |
| Turnen                         | FIG   | Fédération Internationale de Gymnastique             | http://www.fig-gymnastics.com/            | ASOIF    |
| Volleyball                     | FIVB  | Fédération Internationale de Volleyball              | http://www.fivb.org/                      | ASOIF    |
| Wasserski und Wakeboard        | IWWF  | International Waterski and Wakeboard Federation      | http://www.iwsf.com/                      | ARISF    |
| Wushu                          | IWUF  | International Wushu Federation                       | http://www.iwuf.org/                      | ARISF    |

### Verbände mit besonderer Aufgabenstellung
Folgende Verbände mit besonderer Aufgabenstellung sind außerdem Mitglieder der GAISF:
| Zuständigkeit          | Abk.    | Verbandsname                                                  | Verbandswebsite                |
| ---------------------- | ------- | ------------------------------------------------------------- | ------------------------------ |
| Arbeitersport          | CSIT    | Confédération Sportive Internationale Travailliste et Amateur | http://www.csit.tv/            |
| Behindertensport       | APSO    | Association of Paralympic Sports Organisations                | https://apso.sport             |
| Commonwealth Games     | CGF     | Commonwealth Games Federation                                 | https://thecgf.com/            |
| Denksport              | IMSA    | International Mind Sports Association                         | http://www.imsaworld.com/      |
| Europäischer Rundfunk  | EBU/UER | European Broadcasting Union                                   | http://ebu.ch/                 |
| Gehörlosensport        | ICSD    | International Committee of Sports for the Deaf                | https://ciss.org/              |
| Hochschulsport         | FISU    | Fédération Internationale du Sport Universitaire              | http://fisu.net/               |
| Martial Arts           | WMC     | World Martial Arts Masterships Committee                      | https://www.mastership.org     |
| Mittelmeerspiele       | CIJM    | Comité international des Jeux méditerranéens                  | https://cijm.org.gr/           |
| Militärsport           | CISM    | Conseil International du Sport Militaire                      | https://www.milsport.one/      |
| Panathlon              | PI      | Panathlon International                                       | http://panathlon.net/          |
| Olympiastädte          | WUOC    | World Union of Olympic Cities                                 | https://www.olympiccities.org  |
| Schulsport             | ISF     | International School Sport Federation                         | https://www.isfsports.org/     |
| Seniorensport          | IMGA    | International Masters Games Association                       | https://imga.ch/               |
| Special Olympics       | SOI     | Special Olympics                                              | http://specialolympics.org/    |
| Sportanlagen           | IAKS    | International Association for Sports and Leisure Facilities   | http://iaks.info/              |
| Sport-Chiropraktik     | FICS    | Federation Internationale de Chiropratique du Sport           | http://fics-online.org/        |
| Sport in Amerika       | ACODEPA | Asociación de Confederaciones Deportivas Panamericanas        | https://acodepa.org/           |
| Sportindustrie         | WFSGI   | World Federation of the Sporting Goods Industry               | https://wfsgi.org              |
| Sportjournalismus      | AIPS    | International Sports Press Association                        | https://aipsmedia.com          |
| Sportlervertretung     | WOA     | World Olympians Association                                   | https://olympians.org/         |
| Sportmedizin           | FIMS    | Fédération Internationale de Médecine du Sport                | https://www.fims.org/          |
| World Games            | IWGA    | International World Games Association                         | https://www.theworldgames.org/ |
| World Transplant Games | WTGF    | World Transplant Games Federation                             | https://wtgf.org               |

### Verbände mit Beobachterstatus
Folgende Sportfachverbände haben in der GAISF Beobachterstatus: (Stand: August 2018)
| Sportart         | Abk. | Verbandsname                              | Verbandswebsite               |
| ---------------- | ---- | ----------------------------------------- | ----------------------------- |
| Dodgeball        | WDA  | World Dodgeball Association               | https://planetdodgeball.com/  |
| Fußballgolf      | FIFG | Federation for International FootGolf     | https://www.fifg.org/         |
| Kugelhantelsport | IUKL | International Union of Kettlebell Lifting | http://www.giri-iukl.com/     |
| Padel            | FIP  | International Padel Federation            | https://www.padelfip.com/     |
| Match Poker      | IFMP | International Federation of Match Poker   | https://matchpokerfed.org/    |
| Poledance        | IPSF | International Pole Sports Federation      | http://www.polesports.org/    |
| Rugby League     | RLIF | Rugby League International Federation     | http://www.rlif.com/          |
| Seilspringen     | IRJU | International Jump Rope Union             | http://www.ijru.org/          |
| Tischfußball     | ITSF | International Table Soccer Federation     | https://www.table-soccer.org/ |

## Wettkämpfe
Die GAISF veranstaltete mehrere internationale Multisportveranstaltungen wie die World Combat Games, die World Mind Games, die World Artistic Games und die World Beach Games als Wettkämpfe der weltweiten Sportelite vieler nichtolympischer und olympischer Sportarten.